# Atlantdeklarationen

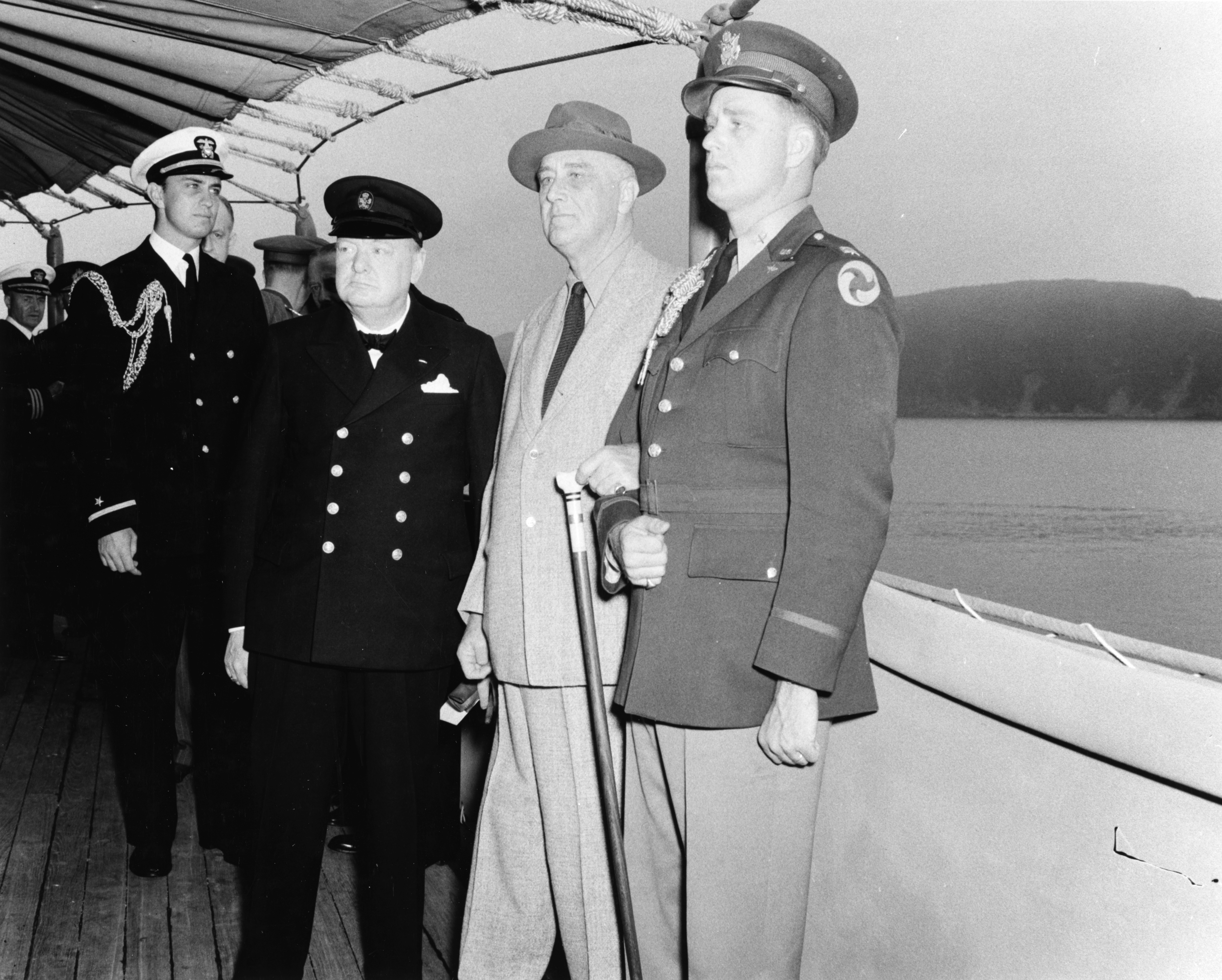
Churchill och Roosevelt vid tecknandet av Atlantdeklarationen.

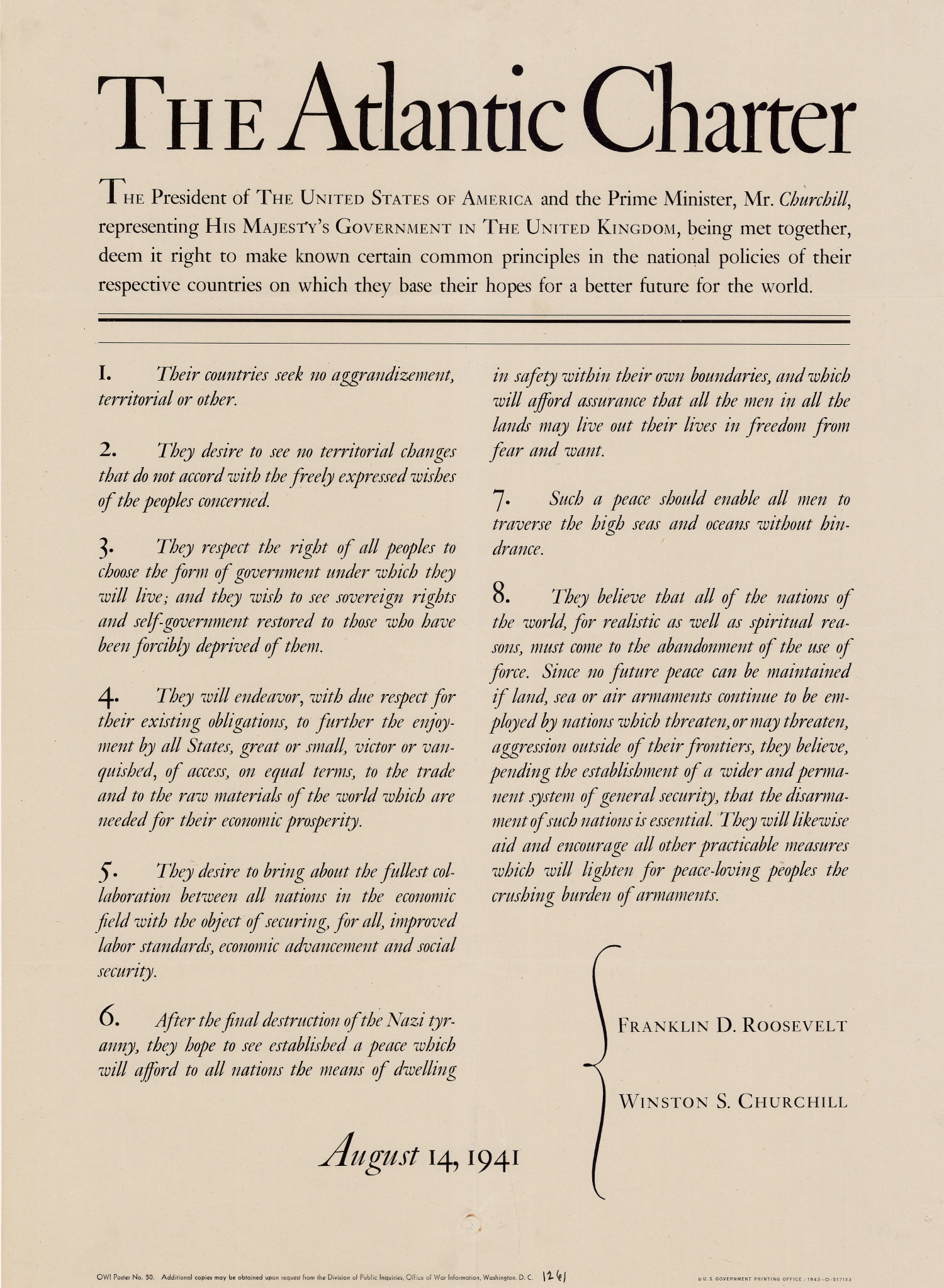
Texten på en amerikansk affisch från 1943.

Atlantdeklarationen (the Atlantic Charter) var ett avtal som slöts i augusti 1941 mellan Storbritannien och USA, alltså innan USA dragits in i andra världskriget (genom attacken mot Pearl Harbor i december samma år), rörande målen med det pågående kriget och den efterföljande freden. De allierade länderna beslöt att inte sluta separatfred med axelmakterna. Atlantdeklarationen är en programförklaring för världen efter kriget. Deklarationen togs fram med hopp om att få Sovjetunionen med i alliansen. Deklarationen anses som ett av de viktigaste och mest djärva dokument som avtalats under andra världskriget. Både Nato och FN använder avtalet som en del i sin ursprungshistoria.
Deklarationen bestod av åtta punkter:
1. Storbritannien och USA skulle inte söka att få territoriella vinster
2. Alla territoriella förändringar skulle ske i samförstånd med folk som berörs därav
3. Alla nationer har rätt till självbestämmande
4. Handelshinder skall motverkas
5. Det skall tas fram ett globalt ekonomiskt samarbete för socialt välstånd
6. Frihet från begär och fruktan
7. Frihet för haven
8. Avväpning av aggressiva nationer och allmän nedrustning efter kriget

## Bakgrund och konsekvenser
Tyskland hade startat andra världskriget i september 1939 genom att invadera Polen i syfte att expandera Tredje Riket. Storbritannien och Frankrike förklarade Tyskland krig. Under det följande året invaderade Tyskland flera andra länder, däribland Norge, Danmark och Frankrike. Så långt framstod kriget som en kamp mellan två makter: Tyskland och Storbritannien. Tyskland hade en uttalad ambition att expandera (Lebensraum) och Storbritannien var centrum i ett imperium av kolonier. Det var ett rimligt antagande att den segrande makten skulle lägga de erövrade länderna under sig, exempelvis att Frankrike, Danmark och Norge skulle bli en del av endera det tyska riket eller det brittiska imperiet.
Atlantdeklarationen i augusti 1941, när kriget var två år gammalt, ändrade denna förutsättning i grunden. En seger för Storbritannien skulle innebära att Frankrike, Danmark och Norge skulle återfå sin frihet. På sikt innebar det också undergången för det brittiska imperiet: När Frankrike åter blev ett fritt land, varför skulle då inte också Indien bli det? Uppgivandet av Storbritanniens imperialistiska ambitioner var priset som Churchill fick betala för att få Roosevelt med sig i kriget mot Hitler.
Av Storbritannien och USA blev Förenta nationerna, som inte var ett nytt imperium utan ett förbund av fristående stater. Detta namn uppfanns av Roosevelt och användes av de allierade under resten av kriget. I januari 1942 ingick de allierade ett avtal om att inte ingå någon separatfred med axelmakterna. Tyskland föll i maj 1945, Japan i september samma år. Dagens Förenta nationerna grundades i oktober 1945. Indien fick sin självständighet 1947.